# Karo (peuple d'Éthiopie)
Pour les articles homonymes, voir Karo.
Les Karo , kara sont une population d'Afrique de l'Est vivant principalement dans la basse vallée de l'Omo en Éthiopie. Pendant des générations, ils sont restés protégés de l'intrusion du monde extérieur par les montagnes, la savane et le fait que l'Éthiopie est la seule nation africaine que les Européens n'ont jamais colonisée. Ils sont aujourd'hui très peu nombreux puisque l'on en décompte quelques centaines.

## Ethnonymie
Selon les sources et le contexte, on rencontre différentes autres formes : Cherre, Kere, Kerre, Kara.

## Population
En Éthiopie, lors du recensement de 2007 portant sur une population totale de 73 750 932 personnes, 1 488 se sont déclarées « Karo ».

## Langues
Ils parlent le karo, une langue omotique. Le nyangatom est également utilisé.